# كليفتون بف
كليفتون بف (بالإنجليزية: Clifton Pugh)‏ هو رسام أسترالي، ولد في 17 ديسمبر 1924 في ريتشموند ‏ في أستراليا، وتوفي في 14 أكتوبر 1990.